# Daylam
Daylam (talora Daylamān, Dailam o Delam), in farsi دیلمان, è il nome storico di una regione della Persia. Questo territorio montagnoso, oggi compreso nella Provincia di Gilan in Iran, dava il nome anche ai suoi abitanti: i daylamiti.
Fu il luogo d'origine della dinastia dei Buwayhidi sciiti, che da quella loro patria montagnosa levarono sempre sufficienti truppe, particolarmente efficienti e notevolmente fedeli.
Il Daylam ha rivestito una posizione preminente già durante la dinastia sasanide, tanto che l'influenza della regione si fece sentire anche nella confinante Mesopotamia.